# Fröjels socken

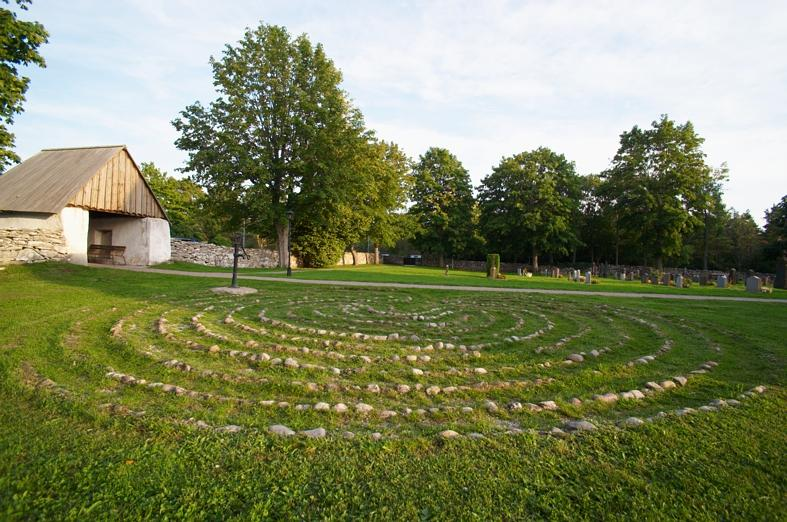
Labyrinten i Fröjel, belägen på kyrkogården. Östra stigluckan till vänster.

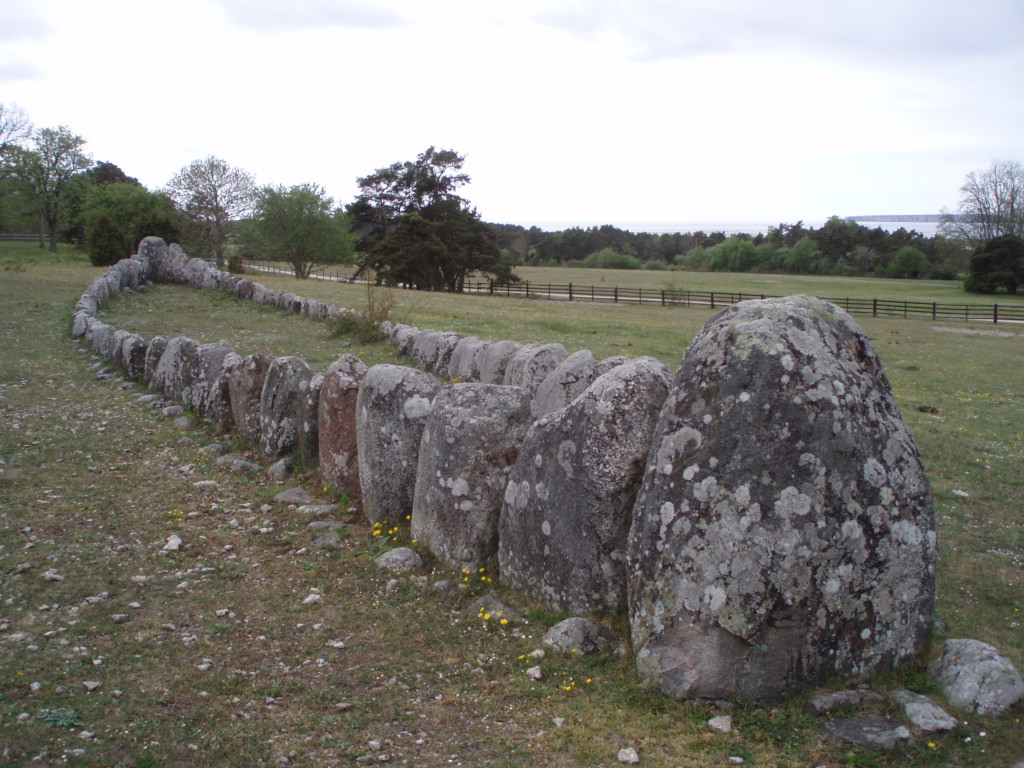
Gannarve skeppssättning

Fröjels socken ingick i Gotlands södra härad, Hejde ting, ingår sedan 1971 i Gotlands kommun och motsvarar från 2016 Fröjels distrikt.
Socknens areal är 43,22 kvadratkilometer, allt land. År 2020 fanns här 371 invånare. Sockenkyrkan Fröjels kyrka ligger i socknen. 

## Administrativ historik
Fröjels socken har medeltida ursprung. Socknen tillhörde Hejde ting som i sin tur ingick i Hejde setting i Medeltredingen.
Vid kommunreformen 1862 övergick socknens ansvar för de kyrkliga frågorna till Fröjels församling och för de borgerliga frågorna bildades Fröjels landskommun. Landskommunen inkorporerades 1952 i Klintehamns landskommun och ingår sedan 1971 i Gotlands kommun.
1 januari 2016 inrättades distriktet Fröjel, med samma omfattning som församlingen hade 1999/2000. 
Socknen har tillhört samma fögderier och domsagor som Gotlands södra härad. De indelta båtsmännen tillhörde Gotlands andra båtsmanskompani.

## Geografi
Fröjels socken ligger vid Gotlands västkust, söder om Klintehamn. Socknen är mest kuperad skogsbygd med ett odlingsstråk vid kusten. Klintar har utbildats av såväl Ancylussjön som Littorinahavet. Kyrkan och kyrkogården har ett anslående läge på landborgen och kyrktornet har tidigare varit ett viktigt landmärke för sjöfarare. 
Bebyggelsen är koncentrerad dels till kusten (Nedre Fröjel), dels till landsvägen mellan Klinte och Hemse (Övre Fröjel).
Vid Kaupe i Övre Fröjel fanns en hållplats på Sydvästra Gotlands järnväg, invigd 1924. Persontrafiken upphörde 1953 och banan revs 1958.

### Gårdsnamn
Alstäde, Annexen, Ansarve, Bockes, Bofride, Bosarve, Bottarve, Däpps, Gannarve, Göstavs, Hajdes Lilla, Hajdes Stora, Hallgårds, Kaupe, Mulde, Nymans, Puser, Robsarve, Rovide, Sigdarve, Solbjärge Lilla, Solbjärge Stora, Stenstugu, Sälle.

## Fornlämningar
Sliprännestenar finns inom socknen. Från bronsåldern finns några gravrösen och skeppssättningar. Känd är Gannarve skeppssättning. Från järnåldern finns 15 gravfält, stensträngar och två fornborgar, där området Vallhagar är väl känt. Två runristningar och en bildsten är kända.
På kyrkogården ses en stensatt labyrint, en så kallad trojaborg. Strax väster om denna finns spår av vad som möjligen kan vara ytterligare en, som delvis täcks av kyrkans kor från omkring år 1300. Norr om kyrkan står ruinen av en kastal på klinten.
Nedanför kyrkan och kastalen har ett stort boplats- och hamnområde från vikingatid och tidig medeltid varit föremål för arkeologiska undersökningar under en följd av år. Till de intressantare fynden hör en äldre kristen kyrkogård från 1000-talet nordväst om den nuvarande, nedanför Litorinavallen.

## Namnet
Namnet (1300-talet Fröale) kan sammanhänga med gudinnan Fröja, men är inte säkert tolkat.

## Befolkningsutveckling
| Befolkningsutvecklingen i Fröjels socken 1750–2020 | Befolkningsutvecklingen i Fröjels socken 1750–2020 | Befolkningsutvecklingen i Fröjels socken 1750–2020 | Befolkningsutvecklingen i Fröjels socken 1750–2020 | Befolkningsutvecklingen i Fröjels socken 1750–2020 |
| --- | -------------------------------------------------- | -------------------------------------------------- | -------------------------------------------------- | -------------------------------------------------- |
| |                                                    |                                                    |                                                    |                                                    |
| År |                                                    |                                                    | Folkmängd                                          |                                                    |
| 1750 | 1750                                               |                                                    | 274                                                |                                                    |
| 1760 | 1760                                               |                                                    | 265                                                |                                                    |
| 1769 | 1769                                               |                                                    | 265                                                |                                                    |
| 1780 | 1780                                               |                                                    | 355                                                |                                                    |
| 1790 | 1790                                               |                                                    | 355                                                |                                                    |
| 1800 | 1800                                               |                                                    | 425                                                |                                                    |
| 1810 | 1810                                               |                                                    | 413                                                |                                                    |
| 1820 | 1820                                               |                                                    | 490                                                |                                                    |
| 1830 | 1830                                               |                                                    | 529                                                |                                                    |
| 1840 | 1840                                               |                                                    | 551                                                |                                                    |
| 1850 | 1850                                               |                                                    | 586                                                |                                                    |
| 1860 | 1860                                               |                                                    | 648                                                |                                                    |
| 1870 | 1870                                               |                                                    | 643                                                |                                                    |
| 1880 | 1880                                               |                                                    | 634                                                |                                                    |
| 1890 | 1890                                               |                                                    | 591                                                |                                                    |
| 1900 | 1900                                               |                                                    | 576                                                |                                                    |
| 1910 | 1910                                               |                                                    | 534                                                |                                                    |
| 1920 | 1920                                               |                                                    | 539                                                |                                                    |
| 1930 | 1930                                               |                                                    | 540                                                |                                                    |
| 1940 | 1940                                               |                                                    | 500                                                |                                                    |
| 1950 | 1950                                               |                                                    | 432                                                |                                                    |
| 1960 | 1960                                               |                                                    | 382                                                |                                                    |
| 1970 | 1970                                               |                                                    | 306                                                |                                                    |
| 1980 | 1980                                               |                                                    | 289                                                |                                                    |
| 1990 | 1990                                               |                                                    | 322                                                |                                                    |
| 2000 | 2000                                               |                                                    | 293                                                |                                                    |
| 2010 | 2010                                               |                                                    | 340                                                |                                                    |
| 2020 | 2020                                               |                                                    | 371                                                |                                                    |
| Anm: Källor: Umeå universitet - Tabellverket 1749-1859, Demografiska databasen, CEDAR, Umeå universitet, Befolkningsutvecklingen i Gotlands socknar 2000 - 2010, Befolkning per församling, Folkmängden per distrikt, landskap, landsdel eller riket efter kön. År 2015 - 2022. |                                                    |                                                    |                                                    |                                                    |